# Gynoplistia glauca
Gynoplistia glauca là một loài ruồi trong họ Limoniidae. Chúng phân bố ở miền Australasia.